# En un barco fenicio

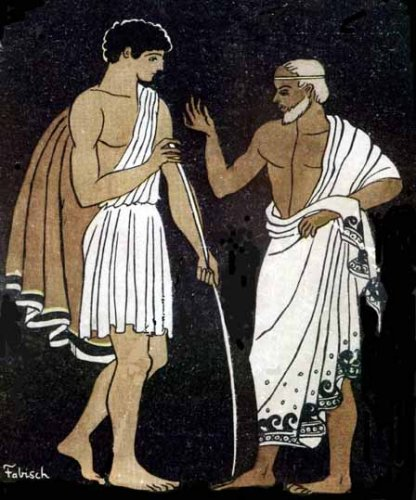
Ilustración de Las aventuras de Telémaco.

En un barco fenicio es un poema sinfónico escrito en 1925 por el compositor vasco Jesús Guridi.
Guridi compuso esta obra en un momento en que el poema sinfónico ya había sido superado como forma musical por las tendencias renovadoras de la música en Europa.
Escogió uno de los más sugestivos episodios de Las aventuras de Telémaco. Se trata del correspondiente a la grata velada que el tirio Adoam ofrece a bordo de su navío a Telémaco y a su maestro Méntor. Durante esa velada, jóvenes fenicios vestidos de blanco ofrecen a los viajeros toda suerte de placenteros obsequios: desde flores y perfumes hasta danzas y música. El tema se presta a la descripción musical de los ambientes marinos, del reflejo de la luna en el mar, o de la aparición de los sirvientes en el banquete y de la danza de los jóvenes fenicios.
Sobre un profundo rumor ondulante, se despliega una brillante orquestación que busca expresar el clima, apacible primero, y luego el entusiasmo que expresa Telémaco ante los agasajos de que son objeto mientras el barco los conduce dulcemente hacia el Epiro, el encuentro de Telémaco con Adoam, que alegremente señalan flautas y violines. Estas partes son seguidas por una bella melodía para flauta solista, melodía modal tocada con el corno inglés, y los temas fenicio, egipcio y griego de las danzas de la fiesta.